# Psychoda sectiga
Psychoda sectiga är en tvåvingeart som beskrevs av Quate 1967. Psychoda sectiga ingår i släktet Psychoda och familjen fjärilsmyggor. Inga underarter finns listade i Catalogue of Life.